# Sanshuiornis
Sanshuiornis (nombre que significa "ave de la Cuenca Sanshui") es un género extinto de ave del Eoceno medio hallada en depósitos de la provincia de Guangdong, al sur de China. Es conocida del holotipo IVPP V18116 una pata completa articulada y el pie. Fue hallado en los esquistos de aceite negro de la formación Huayong de la Cuenca de Sanshui, cerca de Foshan. Fue nombrado y descrito por Min Wang, Gerald Mayr, Jiangyong Zhang y Zhonghe Zhou en 2011 y la especie tipo es Sanshuiornis zhangi. Sanshuiornis muestra parecidos a algunas aves del orden Ciconiiformes.